# Julia Sawalha
Julia Sawalha, född 9 september 1968 i Lambeth i London, är en brittisk skådespelare.
Sawalha är för den svenska publiken kanske mest känd som Saffron i TV-serien Helt hysteriskt, men innan dess medverkade hon i Steven Moffats ungdomsserie Reportergänget. Hon var Alan Davies motspelerska i flera säsonger av Jonathan Creek. Sawalha var även en av rösterna i filmen Flykten från hönsgården. Julia Sawalha medverkade även som Lydia Bennett i TV-serien Stolthet och fördom och som Maria, Horatio Hornblowers första fru, i TV-serien Hornblowers äventyr. Julia Sawalha gjorde en av huvudrollerna i TV-serien Från Lark Rise till Candleford, där hon spelade postmästarinnan Dorcas Lane.

## Filmografi i urval
- 1988 – Kommissarie Morse (TV-serie)
- 1989–1994 – Reportergänget (TV-serie)
- 1992 – Bottom (TV-serie)
- 1992–2012 – Helt hysteriskt (TV-serie)
- 1994 – Lovejoy (TV-serie)
- 1994 – Martin Chuzzlewit (TV-serie)
- 1995 – Stolthet och fördom (TV-serie)
- 2000 – Flykten från hönsgården (röst)
- 2001–2004 – Jonathan Creek (TV-serie)
- 2007 – Cranford (TV-serie)
- 2008–2011 – Från Lark Rise till Candleford (TV-serie)
- 2014 – Remember Me (TV-serie)